# Monarchismus in Italien nach dem Zweiten Weltkrieg

## Hintergrund
Am 9. Mai 1946 dankte der italienische König Viktor Emanuel III. von Savoyen ab, um seinem von der Zeit des Faschismus weniger belasteten Sohn Umberto II. Platz zu machen. Am 2. und 3. Juni desselben Jahres waren die Italiener aufgerufen, über die künftige Staatsform (Umwandlung des Staates in eine Republik oder Beibehaltung der Monarchie) abzustimmen. 54,3 % stimmten für die Republik. Am 13. Juni musste Umberto auf Druck der Regierung das Land verlassen. Mit der Bekanntgabe des Ergebnisses des Referendums am 18. Juni 1946 wurde Italien eine Republik, Umberto war damit als König abgesetzt. Weitere Mitglieder des Hauses Savoyen mussten das Land verlassen. Am relativ knappen Ausgang des Referendums zugunsten der Republik ist der hohe Anteil der Anhänger der Monarchie ersichtlich; Teile davon organisierten sich in der Folge in Parteien und Verbänden.

## Die monarchistischen Parteien
Noch vor Ende des Zweiten Weltkrieges schlossen sich verschiedene monarchistische Gruppierungen in Italien wie die CDI (Centro della Democrazia Italiana) zur (ersten) Partito Democratico Italiano (PDI) zusammen. Diese Partei, geführt von Roberto Lucifero und Vincenzo Selvaggi, trat bei der Wahl der verfassunggebenden Versammlung 1946 in einem Wahlbündnis mit anderen konservativen Parteien als Blocco Nazionale della Libertà (BNL) an. Daneben wurde für die am selben Tag stattfindende Volksabstimmung die Unione Monarchica Italiana (UMI) gegründet, die für eine Stimme für die Monarchie warb. Nach dem aus Sicht der Monarchisten verlorengegangenen Referendum ging die PDI weitgehend in der liberalen Partei PLI auf, einer Partei, die bei dem Referendum für ein Fortbestehen der Monarchie eingetreten war. Die UMI blieb als Dachverband monarchistischer Verbände bis 1993 bestehen.
Noch im selben Jahr (1946) wurde eine neue monarchistische Partei gegründet, der Partito Nazionale Monarchico (PNM), geleitet von Alfredo Covelli, die in den 1940er und 1950er Jahren auf den verschiedenen Ebenen (auch in Regionen, Provinzen und Kommunen) respektable Wahlergebnisse erreichte, vor allem im Süden Italiens. Die 6,85 %, die der PNM bei der Kammerwahl 1953 erreichte (Senat: 6,51 %; insgesamt 54 Sitze) war das beste Wahlergebnis einer monarchistischen Partei in Italien. (Pro-monarchistisch, auch noch nach der Abschaffung der Monarchie, war auch die kurzlebige rechtsextreme Fronte dell'Uomo Qualunque/UQ, hier war jedoch die Wiederherstellung der Monarchie nicht der zentrale Punkt des Parteiprogramms.)
1954 spaltete sich aufgrund ideologischer Differenzen eine Gruppe unter Achille Lauro von der PNM ab, die sich als Partito Monarchico Popolare (PMP), organisierte. Covelli stand der rechtsextremen MSI nahe, Lauro tendierte zur christdemokratischen DC. 1959 vereinigten sich PNM und PMP (wieder) zur (zweiten) Partito Democratico Italiano (PDI) (ein Teil der PMP stand bei dieser Vereinigung abseits und gründete den Movimento Monarchico Italiano). 1961 wurde die PDI in Partito Democratico Italiano di Unità Monarchica (PDIUM) umbenannt.
Nach den Wahlen 1972, in denen die PDIUM den Wiedereinzug ins Parlament nicht schaffte, fusionierte die PDIUM mit dem MSI zum MSI-DN. Ein Teil der Partei gründete die Alleanza Monarchica. Jene ehemaligen PDIUM-Politiker die zur MSI-DN gegangen waren (Covelli, Lauro), waren maßgeblich an der Entstehung der Democrazia Nazionale – Costituente di Destra (DN-CD) beteiligt, die 1976 von moderaten Teilen der MSI-DN gegründet wurde und 1979 in der DC aufging.

## Heute
Die Alleanza Monarchica fusionierte 1993 mit anderen, älteren monarchistischen Gruppierungen, der UMI und der FERT, zur Alleanza Nazionale Monarchica (ANM). Nachdem sich die MSI-DN in Alleanza Nazionale umbenannt hatte, änderte die ANM ihren Namen zurück in Alleanza Monarchica (AM), um Verwechslungen zu vermeiden. Die AM tritt nicht bei Wahlen an, wirbt für eine konstitutionelle Monarchie und ging auf Distanz zum umstrittenen Sohn des letzten italienischen Königs, Vittorio Emanuele. Neben der Alleanza Monarchica existieren noch weitere monarchistische Organisationen in Italien, etwa die wiederbelebte Unione Monarchica Italiana.